# Johan Håstad
Johan Torkel Håstad (19 de novembro de 1960) é um informático sueco.